# Magnus Petersson
Magnus Petersson (Göteborg, 17 juni 1975) is een Zweedse boogschutter.
Petersson was wereldkampioen indoor in 1995 en 1999. Hij was daarmee de eerste mannelijke boogschutter die deze wedstrijd twee keer won.
Petersson was drie keer lid van het Zweeds Olympisch team. In Atlanta (1996) won hij een zilveren medaille. In Sydney (2000) drong Petersson individueel door tot de halve finales, maar werd verslagen door de Amerikaan Vic Wunderle. In de strijd om de bronzen medaille, verloor hij van de Nederlander Wietse van Alten. Met het team eindigde hij op een zesde plaats. 
Op de Spelen in Athene (2004) deed Petersson opnieuw mee. Hij werd echter in de tweede eliminatieronde uitgeschakeld. Met het team deed hij het beter, al kwamen ze niet verder dan de negende plaats.

## Palmares
- 1995:  Wereldkampioenschappen indoor
- 1996:  Olympische Spelen (individueel)
- 1999:  Wereldkampioenschappen indoor
- 2006:  World Cup finale (individueel)